# 艾奧納鎮區 (明尼蘇達州托德縣)
艾奧納鎮區（英語：Iona Township）是位於美國明尼蘇達州托德縣的一個行政鎮區，於1881年設立。

## 地方資料
艾奧納鎮區的面積為94.01平方千米，當中陸地面積為93.65平方千米，而水域面積為0.36平方千米。根據2020年美國人口普查的數據，當地共有人口504人，而人口密度為每平方千米5.36人。